# Municipio de Bochil
El Municipio de Bochil es uno de los 124 municipios que integran al estado mexicano de Chiapas. Su cabecera es la localidad de Bochil. El municipio fue establecido como entidad autónoma en 1929 por mandato del gobernador Raymundo E. Enríquez.

## Localidades
En el censo de 2020 el municipio de Bochil contaba con 77 localidades.
| Código INEGI      | Localidad            | Población (2020) |
| ----------------- | -------------------- | ---------------- |
| 070130001         | Bochil               | 14 200           |
| 070130006         | Ajiló                | 1 600            |
| 070130039         | Luis Espinoza        | 1 326            |
| 070130107         | El Copal             | 1 256            |
| 070130034         | Yerbabuena Isbontick | 1 133            |
| 070130092         | Tierra Colorada      | 1 105            |
| Otras localidades | Otras localidades    | 16 616           |
| Total municipal   | Total municipal      | 37 236           |

## Presidentes municipales
| Presidente municipal            | Periodo   |
| ------------------------------- | --------- |
| Cristóbal Molina                | 1931      |
| Abelardo V. Rojas               | 1932      |
| Juan C. Salazar                 | 1933      |
| Luis S. Morales                 | 1934      |
| Eleno Urbina                    | 1935      |
| Luciano G. Aguilar              | 1935      |
| Daniel Calvo Lastra             | 1939-1940 |
| Belisario Juárez                | 1941-1942 |
| Rubén O. Velasco                | 1943-1944 |
| Rafael C. Moreno                | 1945-1946 |
| Luis Salazar Morales            | 1947      |
| Celso Zenteno                   | 1948      |
| Ismael Zenteno                  | 1949-1950 |
| Adulfo M. Zenteno               | 1951-1952 |
| Nabor Rojas C.                  | 1953-1955 |
| Efraín Velasco Z.               | 1956-1958 |
| Saúl Zenteno Zenteno            | 1959-1961 |
| Limbano Paniagua Robles         | 1962-1964 |
| Constancio Macías Gómez         | 1965-1967 |
| Edmundo Zenteno Zenteno         | 1968-1970 |
| Wilfrido Tovilla Zenteno        | 1971-1973 |
| Roberto Zenteno Roja            | 1974-1975 |
| Agenor Zenteno Hernández        | 1976      |
| Mario Antonio Zenteno Rodas     | 1980-1982 |
| Rigoberto Zenteno Zenteno       | 1983-1985 |
| Constancio Iván Zenteno Coronel | 1986-1988 |
| Fulvia Berthy Orantes Zenteno   | 1989-1991 |
| Salvador Castellanos            | 1992-1993 |
| Marcelino Núñez Pérez           | 1994-1995 |
| Apolinar Díaz Díaz              | 1996-1998 |
| José Dolores Flores Maldonado   | 1999      |
| Alejandro Fegroso Zenteno       | 2000-2001 |
| Belisario Zenteno Velázquez     | 2002-2004 |
| Daniel Morales Álvarez          | 2005-2007 |